# Aspenäs, Östergötland
Aspenäs eller Aspanäs är ett säteri i Östergötland vid sjön Sommen, Malexanders socken, Boxholms kommun.

## Historik

### Den medeltida gården
Aspenäs är beläggen på Aspnäs udde vid sjön Sommen i Malexanders socken, Ydre härad. Aspenäs omtalas i bevarad skrift första gången 1345, då det ägdes av drotsen Knut Jonsson, vars ätt idag kallas Aspenäsätten efter gården. Gården ägdes sedan av hans son Jon Knutsson och av Ulf Jonsson, vars sonhustru Ida Johansdotter Bülow som var änka efter riksrådet Lars Ulfsson (Aspenäsätten), skänkte gården 1461 till Vadstena kloster. År 1500 befann gården sig åter i enskild ägo.[källa behövs] År 1625 tillhörde gården riksrådet Axel Oxenstierna.
Den medeltida gården ska ha legat omkring en kilometer söder om den nuvarande, där det också finns en källa benämnd Birgittakällan.

### Heliga Birgitta
Heliga Birgitta tillbringade efter sin moders död 1314 några år på Aspenäs där hon uppfostrades av sin moster Katarina Bengtsdotter. Där fick hon sin första uppenbarelse.

### Den nuvarande gården
År 1683 ägde gården av majoren Gabriel Gyllenståhl som ägde det fram till sin död 1705. Gyllenståhl förvärvade ett stort antal gods i Östergötland och ägde de flesta säterierna runt sjön Sommen. Han uppförde byggnader i samma stil på sina säterier. Egendomen ägdes därefter av Catharina Chronhielm, som hade det fram till 1725. Därefter såldes gården till kapten Peter Berndt Kinninmundt som avled på gården 1733. Från 1750 innehade den av hans måg kapten Johan Printzensköld som under vinter 1758 drunknade vid Aspenäs. Efter hans död gifte änkan om sig med lagmannen Johan Gustaf Gripensköld som avled 1791. Änkan avled 1799 och var den sista att bära adelsnamnet Kinninmundt. Därefter övergick egenodomen i testamente till Eva Christina Du Riezt som 1802 sålde den till kapten Isak Axel Gyllenhammar. Vid hand död ärvdes gården av hans arvingar och ägdes 1850 av fanjunkaren Adam Fredrik Gyllenhammar.
På 1920-talet tillhörde det Boxholms AB.[källa behövs]

### Byggnaden
Byggnaderna på Aspenäs är från Gyllenståhls tid. Han uppförde liknande byggnader på sina säterier (Liljeholmen, Somvik, Sommenäs med flera).

## Ägare av Aspanäs
| Ägare        | Namn                     | Levnadstid |
| ------------ | ------------------------ | ---------- |
| ca.1345-1347 | Knut Jonsson             |            |
| 1347-ca.1359 | Jon Knutsson             |            |
| ca.1359-     | Ulf Jonsson              |            |
| -1445        | Lars Ulfsson             | -1445      |
| 1445-1461    | Ida Johansdotter         |            |
| 1461-        | Vadstena kloster         |            |
| 1625-        | Axel Oxenstierna         |            |
| 1683–1705    | Gabriel Gyllenståhl      | 1640-1705  |
| 1705–1725    | Catharina Chronhielm     |            |
| -1733        | Peter Bernt Kinninmundt  | 1691-1733  |
| 1733-1771    | Eva Elisabet Du Rietz    | 1700-1771  |
| 1750-1758    | Johan Printzensköld      | 1720-1758  |
|              | Johan Gustaf Gripensköld | 1723–1791  |
| 1799-1802    | Eva Christina Cronhielm  |            |
| 1802–1815    | Isak Axel Gyllenhammar   | –1815      |